# ArchiMate
ArchiMate is een open en onafhankelijke beschrijvingstaal voor enterprise-architecturen. De taal wordt ondersteund door diverse modelleerhulpmiddelen voor IT-architectuur van verschillende leveranciers. De taal is gebaseerd op IEEE-standaard 1471. Sinds 2008 wordt ArchiMate als open standaard ondersteund en beheerd door The Open Group.

## Het architectuurraamwerk

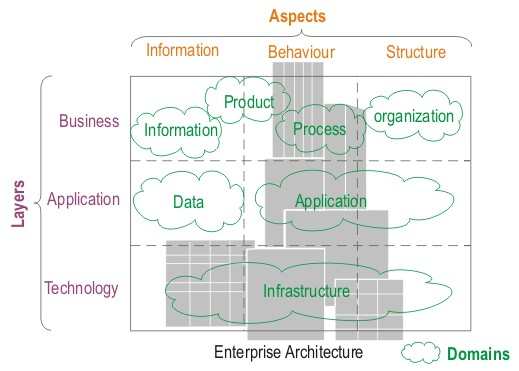
Het ArchiMate architectuurraamwerk gebaseerd op Henk Jonkers (2004)

ArchiMate bestaat uit een algemene taal voor het beschrijven van het ontwikkelen, onderhouden en operationaliseren van:
- bedrijfsprocessen
- organisatiestructuren
- informatiestromen
- IT-systemen
- technische infrastructuren

Door het vastleggen in een standaardtaal wordt het mogelijk op een eenduidige manier te communiceren over het ontwerp en de toetsing daarvan. Ook maakt de vastlegging het mogelijk verschillende versies van een architectuur te beheren.
Binnen ArchiMate worden beschrijvingen op drie niveaus vastgelegd. ArchiMate onderkent:
- bedrijfslaag: beschrijving van de bedrijfsprocessen, diensten (services), functies en gebeurtenissen, alle in relatie tot elkaar
- applicatielaag: het applicatielandschap, bestaande uit onder meer de software en de informatieprocessen
- technische laag: hardware en communicatieinfrastructuur

Binnen elke laag worden van de beschreven componenten drie aspecten vastgelegd, namelijk:
- het gedrag
- de interne structuur
- het gebruik van informatie

## Geschiedenis
ArchiMate is ontwikkeld door een samenwerkingsverband van verschillende Nederlandse organisaties uit de publieke en private sfeer. Novay, Ordina, Radboud Universiteit Nijmegen, het Leiden Institute for Advanced Computer Science (LIACS) en het Centrum Wiskunde & Informatica (CWI) waren verantwoordelijk voor het initiële onderzoek. De resultaten zijn getoetst bij onder meer ABN AMRO, de Belastingdienst en het ABP.